# Материално право
Материалното право е онази съвкупност от правни норми в системата на правото, която регулира цялостно обществените отношения и съвкупностите от правните отрасли по отношение на субективните права и правата и задълженията на лицата.
Материалното право и като антоним е неразривно свързано с процесуалното право. Те могат да бъдат разглеждани и като две страни на една правна категория – правната регулация и процесуалните способи за административна и съдебна защита на субективните права по регламентираните обществени отношения.
Материалното право е част от позитивното право. В социален план, материалното право е пряк носител на социалния смисъл, който носи правото като оправдана позиция да имаш, да претендираш, да получаваш и да се разпореждаш с блага.